# Låtom oss sjunga, sjunga om
Låtom oss sjunga, sjunga om är en psalmtext med sex 4-radiga verser.

## Publicerad i
- Andeliga Sånger nr 113, i "Ahnfelts Sånger"  8:e häftet utgivna  1855 och återutgivna av EFS 1893.
- Sions Sånger 1951 nr 126.
- Sions Sånger 1981 nr 107 under rubriken "Guds nåd i Kristus".